# Soraya Manato
Soraya de Souza Mannato (Linhares, 10 de março de 1961) é uma médica e política brasileira, filiada ao Progressistas (PP). Foi deputada federal na 56.ª legislatura da Câmara dos Deputados (2019–2023). É esposa de Carlos Manato.
Em 2018, quando era filiada ao Partido Social Liberal (PSL), foi eleita deputada federal pelo Espírito Santo, alcançando 57.741 votos (2,99% dos válidos), sendo a sexta mais votada do estado.
Filiou-se ao Partido Trabalhista Brasileiro (PTB) em 2022, pelo qual concorreu à reeleição, sem sucesso.

## Histórico Eleitoral
| Ano  | Eleição                     | Partido | Candidato a      | Votos  | %     | Resultado  | Ref   |
| ---- | --------------------------- | ------- | ---------------- | ------ | ----- | ---------- | ----- |
| 2018 | Estaduais no Espírito Santo | PSL     | Deputada federal | 57.741 | 2,99% | Eleita     | [ 5 ] |
| 2022 | Estaduais no Espírito Santo | PTB     | Deputada federal | 59.988 | 2,88% | Não eleita | [ 8 ] |